# Stephan Pastis
Stephan Pastis, född 16 januari 1968 i San Marino, Kalifornien, amerikansk serietecknare.
Han utbildade sig till jurist på UCLA Juridikskola, men han ville helst av allt bli en förlagd serietecknare. 1993 till 2002 jobbade han på området juridik i San Franciscos hamnområde. Pastis glömde dock inte sin dröm om att teckna serier och skickade in olika koncept till alla förlag, men fick många avslag. 1997 började han teckna Pärlor för svin (Pearls Before Swine) som han skickade till förlagen 1999. Han lyckades skriva kontrakt med United i december 1999.